# Avcılar
Avcılar è un distretto e un comune soggetto al comune metropolitano di Istanbul. È situato sulla parte europea della città.

## Suddivisioni
Il distretto comprende i seguenti quartieri (mahalleri):
| - Ambarlı - Avcılar - Cihangir - Denizköşkler - Firuzköy | - Gümüşpala - Mustafakemalpaşa - Tahtakale - Üniversite - Yeşilkent |